# Pierre Sarrazin
Pierre Sarrazin (n. 5 aprilie 1854, Saint-Médard-de-Guizières, Aquitaine, Franța – d. 18 mai 1931, Sarlat, Aquitaine, Franța) a fost un medic și politician francez, primar al orașului Sarlat din 1889 până în 1924 (34 de ani și 9 luni), deputat din 28 iunie 1896 până în 1919.